# Maktens män (film)
Maktens män (engelska: The Ides of March) är en amerikansk långfilm från 2011, skriven, regisserad och producerad av George Clooney. Clooney agerar även i filmen, i andra roller ser vi bland andra Ryan Gosling, Philip Seymour Hoffman och Paul Giamatti. Manuset bygger på pjäsen Farragut North av Beau Willimon. Filmen blev Oscarsnominerad för Bästa manus efter förlaga och fick även fyra Golden Globe-nomineringar. 

## Handling
Stepen Meyers (Ryan Gosling) är en assisterande kampanjchef för Mike Morris (George Clooney), Pennsylvanias guvernör och kandidat till att bli demokraternas presidentkandidat. I de demokratiska primärvalen tävlar Morris mot Ted Pullman (Michael Mantell), en senator från Arkansas. Kandidaterna är nu i Ohio och båda arbetar hårt för att få stödet av Franklin Thompson (Jeffrey Wright), en senator från North Carolina.

## Rollista
| Ryan Gosling           | – Stephen Meyers       |
| George Clooney         | – Governor Mike Morris |
| Philip Seymour Hoffman | – Paul Zara            |
| Paul Giamatti          | – Tom Duffy            |
| Evan Rachel Wood       | – Molly Stearns        |
| Marisa Tomei           | – Ida Horowicz         |
| Jeffrey Wright         | – Senator Thompson     |
| Max Minghella          | – Ben Harpen           |
| Jennifer Ehle          | – Cindy Morris         |
| Gregory Itzin          | – Jack Stearns         |
| Michael Mantell        | – Senator Pullman      |

## Utmärkelser
Oscar
- Nominerad: Bästa manus efter förlaga (George Clooney, Grant Heslov och Beau Willimon)

Golden Globes
- Nominerad: Bästa film, drama
- Nominerad: Bästa regissör (George Clooney)
- Nominerad: Bästa skådespelare, drama (Ryan Gosling)
- Nominerad: Bästa manus (George Clooney, Grant Heslov och Beau Willimon)